# Milano-Vignola 1960
La Milano-Vignola 1960, ottava edizione della corsa, si svolse il 15 agosto 1960 per un percorso totale di 236 km, con partenza da Rogoredo ed arrivo a Vignola. La vittoria fu appannaggio dell'italiano Alessandro Fantini, il quale completò la gara in 5h37'30", alla media di 41,960 km/h, precedendo i connazionali Mario Minieri e Angelo Coletto.

## Ordine d'arrivo (Top 10)
| Pos. | Corridore            | Squadra      | Tempo    |
| ---- | -------------------- | ------------ | -------- |
| 1    | Alessandro Fantini   | Gazzola      | 5h37'30" |
| 2    | Mario Minieri        | Ghigi        | s.t.     |
| 3    | Angelo Coletto       | Ghigi        | s.t.     |
| 4    | Federico Galeaz      | Torpado      | s.t.     |
| 5    | Cleto Maule          | Philco       | s.t.     |
| 6    | Agostino Capponcelli | Indipendente | s.t.     |
| 7    | Nello Velucchi       | Atala        | s.t.     |
| 8    | Bruno Costalunga     | Molteni      | s.t.     |
| 9    | Guido Boni           | Ghigi        | s.t.     |
| 10   | Paolo Bampo          | Molteni      | s.t.     |